# Serotonin
Jako serotonin (5-hydroxytryptamin, zkráceně 5-HT) se označuje monoamin obsažený v krevních destičkách, v buňkách gastrointestinálního traktu a v menší míře i v centrálním nervovém systému. V čistém stavu je to bílá amorfní nebo krystalická látka. Obzvláštní význam má jako neurotransmiter (přenašeč nervových vzruchů), neboť ovlivňuje serotoninergní systém, tvořený soustavou neuronů v prodloužené míše, Varolově mostu, středním mozku a mezimozku. Tento systém si udržuje za normálního stavu optimální hladinu serotoninu vlastní biosyntézou z jeho biochemických prekurzorů (viz dále). Neurony se serotoninovými receptory se vyskytují také v limbickém systému a v některých částech mozkové kůry. V centrálním nervovém systému se serotonin účastní především procesů, které se podílejí na vzniku nálad. Jeho nedostatek způsobuje snížení přenosu nervových vzruchů, způsobuje tak změny nálady, celkovou depresi, případně poruchy spánku, podrážděnost až agresivitu. Některé serotoninové receptory se mohou stát příčinou vzniku migrény, jiné ji naopak potlačují. Změny v jeho metabolismu mohou být odpovědné i za určité psychické poruchy; mj. mohou vyvolávat bipolární afektivní poruchu, chorobnou úzkost aj.
Činnost serotoninergního systému souvisí s cyklem spánku a bdění, s příjmem potravy (ovlivňuje receptory chuti, pocity nevolnosti a nucení ke zvracení) i s některými stránkami citového života, například sexuality či agresivního chování.
Serotonin má také silný vliv na tonus svalů (jejich napětí), podporuje zejména kontrakce hladkého svalstva a krevní srážlivost. Proto hraje značnou roli při krvácivých poraněních, kdy zúžením cév (tzv. vazokonstrikční účinek) snižuje únik krve z těla.
Nedostatek serotoninu v krvi se dá upravit příjmem potravy, která jej obsahuje. Do neuronů se však z krevního řečiště nepřenáší, tam se dá jeho hladina zvýšit jen dodáním jeho prekurzorů. Vhodnými zdroji jsou některé druhy sýrů, obsahujících bílkoviny bohaté na L-tryptofan, mléčné výrobky všeobecně, maso, listová zelenina a celozrnné pečivo. Uvolňování serotoninu na nervových spojích (synapsích) sice stimuluje alkohol (ethanol) a nikotin, avšak jen krátkodobě a s nežádoucími vedlejšími účinky.
Bylo také zjištěno, že na syntézu serotoninu v těle má velký vliv hladina světelného záření. Proto se jeho nedostatek projevuje zejména v zimě, kdy je méně slunečního záření a proto lidé častěji v tomto období trpí úzkostnými stavy, depresemi a jsou podráždění a útoční.
Zvýšená hladina serotoninu však vyvolává projevy předávkování, označované jako serotoninový syndrom.

## Název
Serotonin byl objeven v krevní plasmě (séru) a jako první byl prokázán jeho vliv na napětí hladkého svalstva (tonu). Složením těchto dvou slov (sérum + tonus) vznikl původní cizojazyčný název této organické sloučeniny.[zdroj?]
Protože hladina serotoninu v organismu má vliv na duševní rozpoložení, přezdívá se serotoninu „hormon štěstí a dobré nálady“.

## Biochemie
Serotonin přijatý v potravě neproniká do nervových cest centrálního nervového systému, neboť neprostoupí stěnou oddělující krevní řečiště od mozku. Avšak tryptofan i jeho metabolit 5-hydroxytryptofan (5-HTP) do mozku proniknou. Tyto aminokyseliny mohou být podávány jako doplňkové živiny a zajišťovat tak zvýšení hladiny serotoninu v mozku, a působit tedy jako serotonergické látky.
Jednim z metabolitů serotoninu vznikajících jeho odbouráváním je kyselina 5-hydroxyindoloctová (5-HIAA), která se vylučuje z těla močí. Protože některé druhy zhoubných nádorů produkují zvýšené množství serotoninu a 5-HIAA, přítomnost těchto látek v moči může být indikací nádorového onemocnění.

## Přenos nervových vzruchů
Serotonin (5-HT) je uvolňován v neuronech rapheálních jadérek. Tyto neurony se seskupují v přibližně devíti párech, rozmístěných po celé délce nervového kmene. Předpokládá se, že 5-HT se uvolňuje ze serotonergických uzlin do zvláštního neuronálního prostoru, jinými slovy z uzlin podél axonu (odstředivě vodivého výběžku neuronu) na rozdíl od klasické neurotransmise. Odtud může difundovat přes relativně velký prostor (o rozměru přes 20 mikrometrů) a aktivovat receptory 5-HT na dendritech (rozvětvených výběžcích neuronů) i na tělech sousedních nervových buněk samotných.
Serotonergický účinek končí odčerpáním 5-HT ze synapse (nervového spojení) specifickým přenašečem monoaminu z presynaptického neuronu. Různé látky mohou odčerpávání 5-HT inhibovat, a to zejména 3,4-methylendioxymethamfetamin (MDMA), kokain, tricyklická antidepresiva (TCA) a selektivní inhibitory zpětného vychytávání serotoninu (SSRI).

## Nedostatek serotoninu
Nízký nebo naopak nadbytečný přísun některých minerálů a vitaminů, případně užívání některých léků, může způsobit poruchy v hladině serotoninu v orgánech, a to buď zamezením jeho syntézy v organismu, nebo procesů jeho zpětného odčerpávání.

## Nadbytek serotoninu
Nadměrně zvýšená hladina serotoninu způsobuje nebezpečný, tzv. serotoninový syndrom. Projevuje se třesem, vyšším krevním tlakem, zrychlením srdeční činnosti, zmateností a bezvědomím.

## Farmakologie
Farmakologie 5-HT je složitá, neboť působení serotoninu je zprostředkováváno velkým počtem jeho značně různorodých receptorů. Stejně jako u ostatních neurotransmiterů skutečný vliv 5-HT na lidské nálady a celkový stav mysli a jeho význam pro vědomí je obtížně stanovitelný. Jednou z možných metod, jak to pochopit, je použití MDMA, který – jak se předpokládá – způsobuje masivní uvolňování 5-HT, zřejmě jeho zpětným přenosem přes transportér. Efekt MDMA je způsobován zaplavením synapse serotoninem během „rotace“ MDMA. Je to stav, který se projevuje pocitem dobré pohody, spokojenosti, hmatové citlivosti a pocitů citové empatie. (MDMA také uvolňuje norepinefrin a v menší míře i dopamin. Příbuzná látka 3,4-methylendioxy-N-ethylamfetamin (MDEA) zřejmě pouze způsobuje uvolňování serotoninu, ale postrádá silně stimulační efekt MDMA.)
Receptory 5-HT jsou také využívány jinými psychotropními drogami, včetně LSD, dimethyltryptamin (DMT) a psilocybinu, aktivní látky psychedelických hub.

### Řízení hladiny serotoninu
Celá řada léčiv, používaných v psychiatrii, ovlivňuje hladinu serotoninu. Patří mezi ně inhibitory monoaminoxidázy (MAOI), tricyklická antidepresiva (TCA), atypická antipsychotika a selektivní inhibitory zpětného vychytávání serotoninu (SSRI).

### Antidepresiva
Inhibitory monoaminoxidázy (MAOI) zabraňují odbourávání monoaminových neurotransmiterů včetně serotoninu, a proto zvyšují koncentrace neurotransmiterů v mozku. Léčba pomocí MAOI je doprovázena řadou nežádoucích vedlejších efektů a pacienti jsou vystaveni nebezpečí vzniku přecitlivělosti na potravu s vysokým obsahem tyraminu a na některé další léky.
Některé léky inhibují zpětné vychytání serotoninu, takže v synapsi zůstává déle. Tricyklická antidepresiva zabraňují zpětnému vychytávání jak serotoninu, tak norepinefrinu (noradrenalinu). Novější selektivní inhibitory zpětného vychytávání serotoninu (SSRI) mají méně vedlejších účinků (přesto jich mají stále celou řadu) a méně se ovlivňují s jinými léky.
Podle nejnovějších výzkumů na Rockefellerově univerzitě se ukazuje, že jak u pacientů, kteří trpí depresemi, tak u laboratorních myší, na nichž bylo onemocnění modelováno, dochází k významnému poklesu hladiny bílkoviny p11. Tato bílkovina souvisí s přenosem serotoninu v mozku.

### Antiemetika
Antagonisté 5-HT3, jako např. ondansetron, granisetron a tropisetron, jsou důležitými antiemetickými prostředky (prostředky proti zvracení). Jsou zejména významné pro potlačování nevolností a nucení k vrhnutí při protinádorové chemoterapii za použití cytotoxických léků. Jinou oblastí jejich aplikace je potlačování nevolnosti a zabránění zvracení po operacích. S jistými pozitivními výsledky byly tyto prostředky také zkoušeny při léčbě deprese a jiných nežádoucích duševních a psychických stavů.